# Borospataka
Borospataka (németül: Borschpaderack, románul: Valea Boroș) Gyimesközéplokhoz tartozó falu Gyimesben, Hargita megyében, Erdély területén. 1992-ben 432 magyar lakta, ekkor a faluban mindenki római katolikus vallású volt.

## Fekvése
919 méter tengerszint feletti magasságon fekszik, 2,2 km-re Gyimesközéploktól, és 230 km-re Bukaresttől. Borospatak völgyben található, magas, fenyőerdős dombok veszik körül.

## Népessége
A falu 432 lelket számlál, ebből mindenki római katolikus. Népsűrűsége 26 fő/km².

## Éghajlata
|                  | Január | Május  | Július | November | Év     |
| ---------------- | ------ | ------ | ------ | -------- | ------ |
| Max. hőmérséklet |        |        | 16 °C  |          | 5 °C   |
| Min. hőmérséklet | -8 °C  |        |        |          |        |
| Csapadék         |        | 151 mm |        | 41 mm    | 923 mm |

## A Gyimesi Skanzen Panzió
Borospatakán működik a Románia egyetlen gyimesi csángó skanzenje 30 ezer négyzetméteren a Boros patak két partján. 2002-ben a Szász család vásárolta meg a területet, ahol csupán egy öreg ház meg egy csűr állt. Ezután létrehozták a máig álló tizenegy (Mihók, Nagygyimes, Gyimesbükk, Madaras, Kilén, Bálványos, Tarhavasi, Buha, Kondor, Andrika és Etelka), eredeti állapotában felépített és korhűen berendezett parasztházakból álló panziót. Az épületek Csíkmadaras, Gyimesbükk, Gyimesfelsőlok, Gyimesközéplok és Nagygyimes helységekből származnak.
2012-ben újították fel az 1873-ban, Görbepatakán készült vízimalmot. A skanzen területén létrehoztak egy „népművészeti múzeumot” is, ahol a Gyimes vidékének egykori használati és berendezési tárgyai, bútorai, valamint népviselete tekinthető meg.

## Fordítás
- Ez a szócikk részben vagy egészben  a   Valea Boroș című szebuano Wikipédia-szócikk fordításán alapul.  Az eredeti cikk szerkesztőit annak laptörténete sorolja fel. Ez a jelzés csupán a megfogalmazás eredetét és a szerzői jogokat jelzi, nem szolgál a cikkben szereplő információk forrásmegjelöléseként.